# Pionero (ferry)
Pionero, es un ferry chileno. Construido en 2002 en Valparaíso, es operado por la empresa Transbordadora Austral Broom SA. y se utiliza para conectar el Estrecho de Magallanes entre Punta Delgada y Punta Espora en la Primera Angostura, uniendo el continente con la isla Grande de Tierra del Fuego. Pesa unas 605 toneladas.